# Пангуана, Силвия
Си́лвия Эдуа́рду Пангуа́на (порт. Silvia Eduardo Panguana, 16 февраля 1993, Мапуту, Мозамбик) — мозамбикская легкоатлетка, выступающая в барьерьном беге, беге на короткие дистанции и прыжках в длину. Участница летних Олимпийских игр 2016 года.

## Биография
Силвия Пангуана (в других источниках Пангуане) родилась 16 февраля 1993 года в мозамбикском городе Мапуту.
В 2010 году вошла в состав сборной Мозамбика на летних юношеских Олимпийских играх в Сингапуре. В беге на 100 метров с барьерами заняла 5-е место среди 6 участниц предварительного забега, показав результат 15,09 секунды. Пангуана попала в финал «C» за 14-18-е места, где финишировала второй с результатом 14,77 секунды, уступив 8 сотых Марии Скиберрас с Мальты.
В 2012 году вошла в состав сборной Мозамбика на летних Олимпийских играх в Лондоне. В четвертьфинальном забеге на 100 метров с барьерами заняла 8-е место среди 9 участниц, показав результат 14,68 секунды и уступив 1,38 секунды попавшей в полуфинал с 3-го места Каролин Нитре из Германии.

## Личные рекорды
- Бег на 100 метров — 12,94 (4 июля 2014, Страндебарм)[1]
- Бег на 100 метров с барьерами — 14,58 (14 сентября 2015, Браззавиль)[1]
- Прыжки в длину — 5,30 (24 января 2014, Гоа)[1]